# كاترين من فندوم
كاثرين دي فندوم (1354 - 1 أبريل 1412)، كونتيسة فندوم وكاستر (1372-1403) كانت نبيلة فرنسية من بيت مونتوار، كانت أبنة جان السادس دي فندوم وجين من بونثيو.
ورثت فندوم بعد وفاة أبنة أخيها جين، وقامت بحكم المنطقة بالاشتراك مع زوجها، ثم (بعد وفاته) مع ابنها الثاني لويس حتى عام 1403.

## الزواج والأبناء
في 28 سبتمبر 1364، تزوجت من جان الأول، كونت لامارش أبن جاك الأول، كونت لامارش.
كان لديهم سبعة أبناء:-
- جاك الثاني، كونت لامارش وكاستر (1370-1438)، زوج جوفانا الثانية ملكة نابولي.
- إيزابيل (ب 1373)، راهبة في دير في أميان.
- لويس، كونت فندوم (1376-1446) ومن نسله سلالة بوربون الحاكمة.
- جان، لورد كارينسي (1378-1457)، تزوج في 1416 من كاترين، أبنة فيليب دي أرتوا، كونت أو؛ ليس لديهم ذرية، ثم تزوج في عام 1420 في لومان من عشيقته جان دي فندومويس، ولهم ذرية.
- آن (1380 - سبتمبر 1408، باريس )، تزوجت في 1401 من جان دي فالوا، كونت مونتبنسيير (توفي 1401)، ثم تزوجت في باريس عام 1402 من لويس السابع، دوق بافاريا.
- ماري (1386 - بعد 11 سبتمبر 1463)، ليدى برينكورت، تزوجت من جان دي باينز، لورد كرويك.
- شارلوت (1388 - 15 يناير 1422)، تزوجت في عام 1411 في نيقوسيا من الملك يانوس.